# Urbanimation
Urbanimation, trata-se de um neologismo entre as palavras em inglês Urban (Urbano) e Animation (Animação), e trata-se basicamente de um processo de animação  quadro-a quadro, que diferentemente do processo tradicional, no qual o espectador se mantém fixo, e as imagens são rapidamente sequenciadas e postas em movimento, neste processo, o espectador é quem se move, tendo a ilusão da animação.

## Origens
Surgida em meados de 2010, essa técnica tem muitas relações com outras formas de expressão de Contracultura no meio público urbano, trata-se é uma vertente da animação tradicional (executada quadro-a-quadro), fundida a conceitos de street art, (Grafitti, stickers, stencil, Parkour entre outras.

## Técnicas
As formas de produção de um Urbanimation são muito similares a outras formas de arte urbana e de animação. 
A fixação das imagens pode se dar através colagem (Sticker), stencil, Ilustração direta (Grafitti), ou qualquer outra técnica que fixe uma série de imagens em seqüência uniforme.

## Artistas
Alguns artistas que desenvolvem esta técnica
- Fred Breslau

- João Crepaldi